# Aérodrome de Damyns Hall
L'aérodrome de Damyns Hall, code OACI : EGML, est un aérodrome anglais situé à 3,7 km au sud d'Upminster, dans l'arrondissement londonien de Havering.
Fondé en 1969, cet aérodrome est principalement utilisé comme piste pour leçons de pilotage. 
Il héberge aussi beaucoup d'aéronefs « vintage » et modernes.

## Situation
| Heathrow Gatwick Stansted Luton City Southend Blackbushe Denham Elstree Fairoaks Farnborough Lydd North Weald Redhill Rochester Stapleford White Waltham Wycombe RAF Northolt Damyns Hall Biggin Hill Oxford Héliport |